# Dromornis
Dromornis là một chi chim tiền sử cao đến 3m 3 mét (9,8 ft) và hơn nửa tấn.

## Phân loại

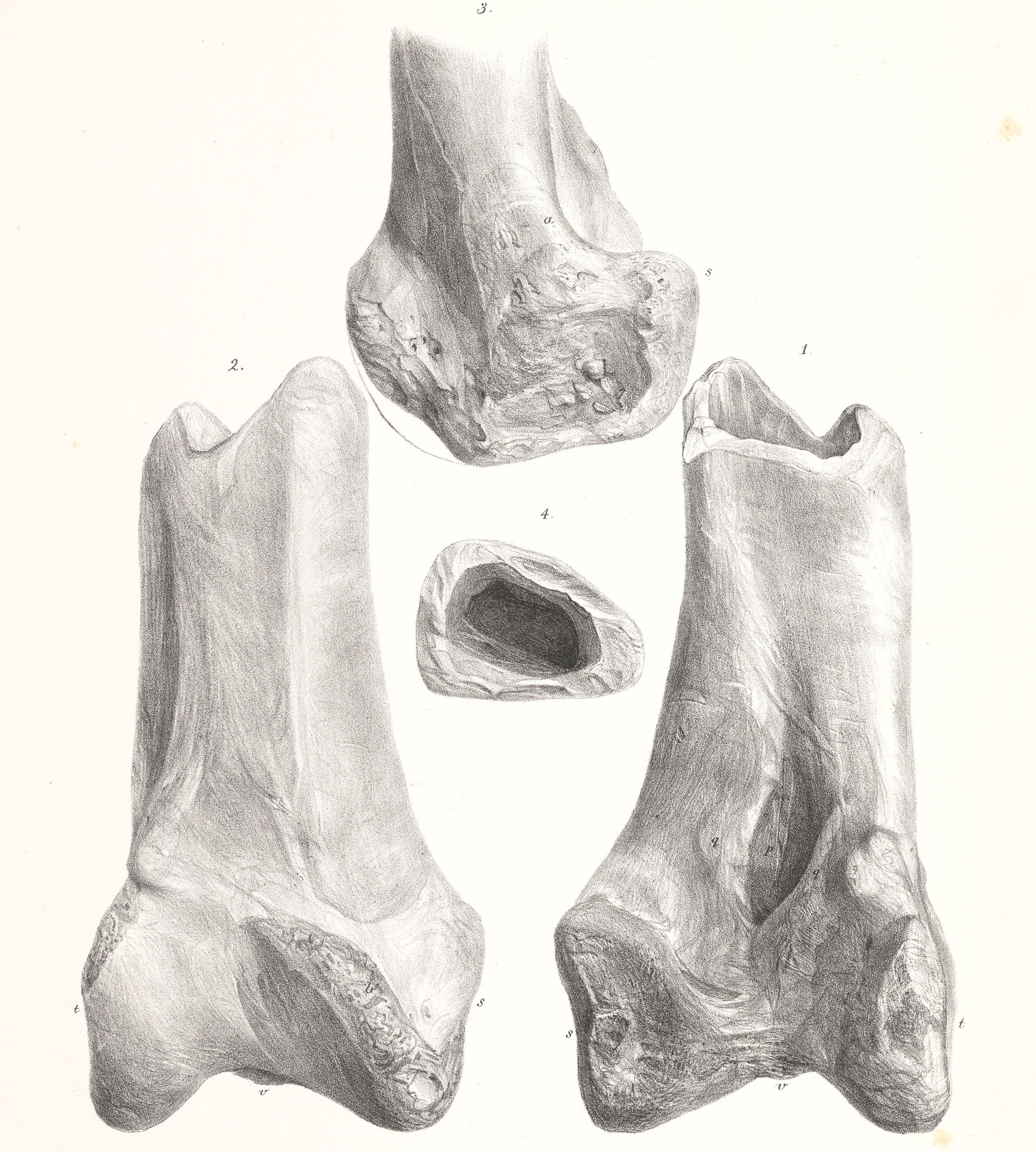
Xương đùi của D. australis

Mặc dù chúng trông giống loài đà điểu Emu khổng lồ, "Dromornis" lại có họ hàng gần với Điểu cầm. "Dromornis" là một phần của gia đình chim khổng lồ Dromornithidae sống từ 8 triệu năm đến 30,000 năm trước. Nước Úc đã bị tách ra khỏi siêu lục địa phía nam địa cầu Gondwana trong hàng triệu năm tại thời điểm này. Các loài động vật nước Úc đã phải phát triển rất chậm trong sự cô lập gần như hoàn toàn khỏi các châu lục khác. Các mẫu vật, xương đùi, được tìm thấy trong một giếng sâu 55m tại Peak Downs, Queensland, và sau đó được mô tả bởi Richard Owen vào năm 1782. Dựa vào ghi chép hóa thạch đơn sơ về "D. australis" (loài điển hình của chi) và khoảng cách lớn giữa loài "Dromornis", "D. strirtoni" có thể cuối cùng đã giao lại cho loài có chi Bullockornis.
Đôi khi chúng được gọi là chim mihirung, hoặc "chim sấm Stirton". 'Mihirung paringmal' là một từ thổ dân của những người Tjapwuring ở vùng phương tây Vitoria và nó có nghĩa là "loài chim khổng lồ".

## Mô tả
Dromornis stirtoni cao 3 mét (9,8 ft) và có thể cân nặng đến 650 kg. Nó nặng hơn loài moa và cao hơn loài Aepyornis, mặc dù hơi nhỏ so với loài Vorombe. Loài sinh vật có chi này có cổ dài và cánh giống cái cuống, khiến nó không bay được. Chân của nó khỏe, nhưng không phải là loài chạy nhanh. Mỏ của loài chim này rộng và cực kì khỏe, vì thế các nhà nghiên cứu cho rằng nó là động vật ăn cỏ sử dụng mỏ cắt qua các thân cây cứng. Những người khác đã lập luận rằng kích cỡ của mỏ cho thấy rằng loài chim này là động vật ăn thịt, nhưng điều này bị loại bỏ, vì mỏ của nó thiếu các đặc điểm của loài ăn thịt và nó cho thấy những đặc điểm khác của loài ăn cỏ.
"Dromornis" là sinh vật sinh dục lưỡng hình. Con đực khỏe hơn và nặng hơn, dù không nhất thiết phải cao hơn con cái.

## Môi trường sống

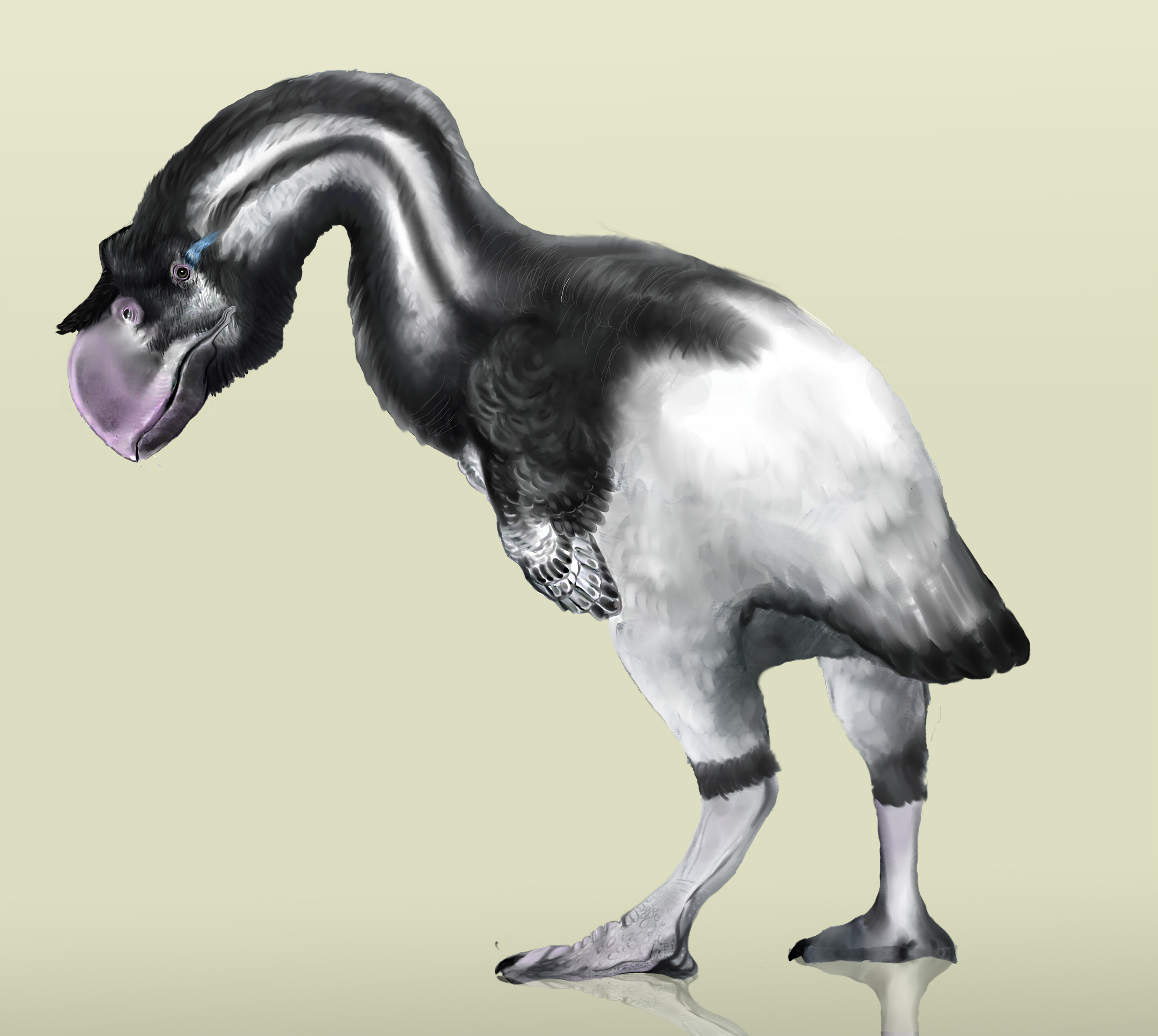
D. stirtoni, artist's impression

Loài chim này sống ở những cánh rừng trống cận nhiệt đới ở Úc trong cuối Thế Miocen đến đầu thế Thế Pliocen. Có những khu rừng và nguồn nước tại Alcoota, một địa điểm nơi "Dromornis" đã sinh sống, mặc dù khí hậu rất khó dự đoán.

## Tư liệu
1. ↑  Trevor H. Worthy, Warren D. Handley, Michael Archer and Suzanne J. Hand (2016). "The extinct flightless mihirungs (Aves, Dromornithidae): cranial anatomy, a new species, and assessment of Oligo-Miocene lineage diversity". Journal of Vertebrate Paleontology. Quyển Online edition. tr. e1031345. doi:10.1080/02724634.2015.1031345.{{Chú thích tạp chí}}:  Quản lý CS1: nhiều tên: danh sách tác giả (liên kết)
2. ↑  Hansford, James P.; Turvey, Samuel T. (ngày 26 tháng 9 năm 2018). "Unexpected diversity within the extinct elephant birds (Aves: Aepyornithidae) and a new identity for the world's largest bird". Royal Society Open Science. 5 (9): 181295. doi:10.1098/rsos.181295. eISSN 2054-5703.
3. 1 2  Murray, P. F. Vickers-Rich, P. (2004)
4. ↑  http://blogs.flinders.edu.au/flinders-news/tag/dromornis-murrayi/%5B%5D
5. 1 2 3 4  Ellis, R. (2004)
6. ↑  Peter F. Murray; Patricia Vickers-Rich (2004), Magnificent Mihirungs: The Colossal Flightless Birds of the Australian Dreamtime, Indiana University Press, ISBN 0253342821
7. ↑  Handley, W. D.; A. Chinsamy; A. M. Yates & T. H. Worthy (2016), "Sexual dimorphism in the late Miocene mihirung Dromornis stirtoni (Aves: Dromornithidae) from the Alcoota Local Fauna of central Australia", Journal of Vertebrate Paleontology, doi:10.1080/02724634.2016.1180298